# Milano–Modena
Milano–Modena (deutsch Mailand–Modena) war eine Radsportveranstaltung für Berufsfahrer. Es war ein italienisches Straßenrennen, das als Eintagesrennen ausgetragen wurde. Das Rennen fand von 1906 bis 1955 statt. Der Kurs führte durch die Region Emilia-Romagna von Mailand nach Modena. Das Rennen fand jährlich statt, es hatte 41 Auflagen.

## Geschichte
Das Rennen unterlag seit seiner ersten Austragung einigen Veränderungen. In der Regel wurde es als Eintagesrennen ausgefahren. 1928 und 1931 war es ein Einzelzeitfahren, 1936 gab es sieben einzelne Rennen und eine Gesamtwertung auf einer Punktebasis. 1952 wurde ein Rennen auf diesem Kurs gefahren, das jedoch nicht offiziell den traditionellen Namen des Wettbewerbes trug. 1935 wurden die Fahrer ab Parma von Motorrädern geführt.

## Sieger
- 1906  Anteo Carapezzi
- 1907 nicht ausgetragen
- 1908  Giovanni Cuniolo
- 1909  Cesare Zanzottera
- 1910  Luigi Ganna
- 1911  Galeazzo Bolzoni
- 1912  Carlo Durando
- 1913  Ezio Corlaita
- 1914–1916 nicht ausgetragen
- 1917  Oscar Egg
- 1918  Gaetano Belloni
- 1919  Costante Girardengo
- 1920  Costante Girardengo
- 1921  Gaetano Belloni
- 1922  Giovanni Bassi
- 1923  Pietro Linari
- 1924  Nello Ciaccheri
- 1925  Gaetano Belloni
- 1926  Alfredo Binda
- 1927  Domenico Piemontesi
- 1928  Costante Girardengo
- 1929  Felice Gremo
- 1930  Aimone Altissimo
- 1931  Bruno Catellani
- 1932  Mario Cipriani
- 1933  Bernardo Rogora
- 1934  Learco Guerra
- 1935  Learco Guerra
- 1936  Aldo Bini
- 1937  Aldo Bini
- 1938  Aldo Bini
- 1939  Marco Cimatti
- 1940  Vasco Bergamaschi
- 1941  Giovanni Bisio
- 1942  Diego Marabelli
- 1943–1946 nicht ausgetragen
- 1947  Oreste Conte
- 1948  Alberto Ghirardi
- 1949  Guido De Santi
- 1950  Pasquale Fornara
- 1951  Giorgio Albani
- 1952  Antonio Bevilacqua
- 1953  Andrea Barro
- 1954  Fiorenzo Magni
- 1955  Fiorenzo Magni